# PolSKI Turniej 2024
PolSKI Turniej 2024 – turniej skoków narciarskich, który odbywał się w ramach Pucharu Świata 2023/2024 na polskich skoczniach w Wiśle, Szczyrku i Zakopanem.
W ramach rywalizacji w PolSKIm Turnieju prowadzona była klasyfikacja drużynowa, do której zaliczane były wyniki dwóch najlepszych reprezentantów z kwalifikacji i konkursów indywidualnych oraz rywalizacja duetów i konkurs drużynowy. Zwycięska reprezentacja otrzymała nagrodę w wysokości 50 tysięcy euro.

## Kalendarz zawodów
| Lp | Data             | Miejscowość      | Uwagi               | 1. miejsce                                                   | 2. miejsce                                              | 3. miejsce                                                      | Lider druż. po konkursie |
| -- | ---------------- | ---------------- | ------------------- | ------------------------------------------------------------ | ------------------------------------------------------- | --------------------------------------------------------------- | ------------------------ |
| 1. | 12 stycznia 2024 | Wisła (HS134)    | kwalifikacje, nocny | Anže Lanišek                                                 | Andreas Wellinger                                       | Lovro Kos                                                       | Słowenia                 |
| 2. | 13 stycznia 2024 | Wisła (HS134)    | duety, nocny        | Słowenia Lovro Kos Anže Lanišek                              | Austria Manuel Fettner Jan Hörl                         | Niemcy Stephan Leyhe Andreas Wellinger                          | Słowenia                 |
| 3. | 14 stycznia 2024 | Wisła (HS134)    | nocny               | Ryōyū Kobayashi                                              | Stefan Kraft                                            | Andreas Wellinger                                               | Słowenia                 |
| 4. | 16 stycznia 2024 | Szczyrk (HS104)  | kwalifikacje, nocny | Ryōyū Kobayashi                                              | Anže Lanišek                                            | Andreas Wellinger                                               | Słowenia                 |
| 5. | 17 stycznia 2024 | Szczyrk (HS104)  | nocny               | odwołany                                                     | odwołany                                                | odwołany                                                        | Słowenia                 |
| 6. | 19 stycznia 2024 | Zakopane (HS140) | kwalifikacje, nocny | Stefan Kraft                                                 | Andreas Wellinger                                       | Manuel Fettner                                                  | Słowenia                 |
| 7. | 20 stycznia 2024 | Zakopane (HS140) | drużynowy, nocny    | Austria Michael Hayböck Manuel Fettner Jan Hörl Stefan Kraft | Słowenia Lovro Kos Domen Prevc Peter Prevc Anže Lanišek | Niemcy Pius Paschke Karl Geiger Stephan Leyhe Andreas Wellinger | Słowenia                 |
| 8. | 21 stycznia 2024 | Zakopane (HS140) | nocny               | Stefan Kraft                                                 | Andreas Wellinger                                       | Anže Lanišek                                                    | Austria                  |

## Skocznie
W tabeli podano rekordy skoczni obowiązujące przed rozpoczęciem turnieju lub ustanowione bądź wyrównane w trakcie jego trwania (wyróżnione wytłuszczeniem).
| Zdjęcie | Nazwa skoczni     | Miejscowość | K    | HS    | Rekord skoczni | Rekord skoczni               | Rekord skoczni |
| Zdjęcie | Nazwa skoczni     | Miejscowość | K    | HS    | Długość        | Rekordzista                  | Data           |
| ------- | ----------------- | ----------- | ---- | ----- | -------------- | ---------------------------- | -------------- |
|         | im. Adama Małysza | Wisła       | K120 | HS134 | 144,5 m        | Andreas Wellinger            | 13.01.2024     |
|         | Skalite           | Szczyrk     | K95  | HS104 | 101,5 m        | 🇳🇴 Kristoffer Eriksen Sundal | 16.01.2024     |
|         | Wielka Krokiew    | Zakopane    | K125 | HS140 | 147,0 m        | Yukiya Satō                  | 25.01.2020     |

## Program zawodów
| Miejscowość | Dzień       | Konkurencja          | Początek (CET) | Liczba uczestników |
| ----------- | ----------- | -------------------- | -------------- | ------------------ |
| Wisła       | 12 stycznia | Oficjalny trening    | 16:00          | —                  |
| Wisła       | 12 stycznia | Kwalifikacje         | 18:30          | 62                 |
| Wisła       | 13 stycznia | Seria próbna         | 15:00          | —                  |
| Wisła       | 13 stycznia | Konkurs duetów       | 16:00          | 26                 |
| Wisła       | 14 stycznia | Seria próbna         | 15:00          | —                  |
| Wisła       | 14 stycznia | Konkurs indywidualny | 16:00          | 49                 |
| 15 stycznia | 15 stycznia | Przerwa              | Przerwa        | Przerwa            |
| Szczyrk     | 16 stycznia | Oficjalny trening    | 16:00          | —                  |
| Szczyrk     | 16 stycznia | Kwalifikacje         | 18:00          | 58                 |
| Szczyrk     | 17 stycznia | Seria próbna         | 16:30          | —                  |
| Szczyrk     | 17 stycznia | Konkurs indywidualny | 17:30          | 50                 |
| 18 stycznia | 18 stycznia | Przerwa              | Przerwa        | Przerwa            |
| Zakopane    | 19 stycznia | Oficjalny trening    | 15:30          | —                  |
| Zakopane    | 19 stycznia | Kwalifikacje         | 18:00          | 66                 |
| Zakopane    | 20 stycznia | Seria próbna         | 15:00          | —                  |
| Zakopane    | 20 stycznia | Konkurs drużynowy    | 16:00          | 52                 |
| Zakopane    | 21 stycznia | Seria próbna         | 15:00          | —                  |
| Zakopane    | 21 stycznia | Konkurs indywidualny | 16:00          | 50                 |
| Źródło:     |             |                      |                |                    |

### Klasyfikacja generalna Pucharu Świata przed Polskim Turniejem
Stan po 72. Turnieju Czterech Skoczni
| Miejsce | Zawodnik          | Punkty |
| ------- | ----------------- | ------ |
| 1.      | Stefan Kraft      | 909    |
| 2.      | Andreas Wellinger | 697    |
| 3.      | Ryōyū Kobayashi   | 591    |
| 4.      | Jan Hörl          | 537    |
| 5.      | Pius Paschke      | 525    |
| 6.      | Karl Geiger       | 486    |
| 7.      | Anže Lanišek      | 461    |
| 8.      | Michael Hayböck   | 328    |
| 9.      | Marius Lindvik    | 323    |
| 10.     | Manuel Fettner    | 290    |

### Klasyfikacja generalna Pucharu Narodów przed Polskim Turniejem
Stan po 72. Turnieju Czterech Skoczni
| Miejsce | Reprezentacja     | Punkty |
| ------- | ----------------- | ------ |
| 1.      | Austria           | 2496   |
| 2.      | Niemcy            | 2230   |
| 3.      | Słowenia          | 1269   |
| 4.      | Norwegia          | 942    |
| 5.      | Japonia           | 754    |
| 6.      | Szwajcaria        | 362    |
| 7.      | Polska            | 307    |
| 8.      | Finlandia         | 87     |
| 9.      | Włochy            | 74     |
| 10.     | Bułgaria          | 54     |
| 11.     | Czechy            | 23     |
| 12.     | Estonia           | 19     |
| 13.     | Stany Zjednoczone | 12     |

### KlasyfikacjaPolskiego Turnieju
Stan na 21 stycznia 2024, po 7/7 konkursów
| Miejsce | Reprezentacja     | Występy | Punkty |
| ------- | ----------------- | ------- | ------ |
| 1.      | Austria           | 7       | 3872,9 |
| 2.      | Słowenia          | 7       | 3863,0 |
| 3.      | Niemcy            | 7       | 3743,4 |
| 4.      | Japonia           | 7       | 3691,5 |
| 5.      | Norwegia          | 7       | 3641,8 |
| 6.      | Polska            | 7       | 3532,3 |
| 7.      | Szwajcaria        | 7       | 3133,6 |
| 8.      | Włochy            | 7       | 2889,2 |
| 9.      | Stany Zjednoczone | 7       | 2466,2 |
| 10.     | Finlandia         | 7       | 2332,8 |
| 11.     | Ukraina           | 6       | 1258,5 |
| 12.     | Kazachstan        | 5       | 1230,7 |
| 13.     | Czechy            | 6       | 1218,5 |
| 14.     | Rumunia           | 5       | 862,2  |
| 15.     | Estonia           | 4       | 613,7  |
| 16.     | Bułgaria          | 4       | 504,5  |
| 17.     | Turcja            | 4       | 435,9  |